# Reiner Braun (Politiker)
Reiner Braun (* 25. November 1948 in Brebach-Fechingen) ist ein deutscher Politiker (SPD).

## Ausbildung und Beruf
Nach dem Besuch der Volksschule Güdingen wechselte Braun auf das Staatliche Realgymnasium in Saarbrücken und studierte im Anschluss an der Universität des Saarlandes Deutsch und Sozialkunde für Lehramt an Gymnasien. Danach war er als Lehrer tätig, zuletzt als Oberstudienrat am Technisch-Gewerblichen Berufsbildungszentrum Völklingen.

## Politik
Der SPD gehört Braun seit 1972 an. Er ist dort seit 2000 Landesvorsitzender der Arbeitsgemeinschaft für Bildung sowie Mitglied in deren Bundesausschuss.
Ab 1974 war Braun Mitglied im Gemeinderat Kleinblittersdorf, seit 1984 als Vorsitzender seiner Fraktion. Er war Ortsvorsteher von Rilchingen-Hanweiler von 1989 bis 2014.
Mitglied im Landtag des Saarlandes war er seit der neunten Legislaturperiode – er rückte 1988 für den verstorbenen Ludwig Triem nach. Im Landtag war er seit 1988 bildungspolitischer Sprecher seiner Fraktion. In den Jahren 1988 bis 1990 sowie 1999 bis 2004 war er Vorsitzender des Ausschusses für Bildung, Kultur und Wissenschaft. Ab Oktober 2004 führte er den Vorsitz im Europaausschuss. 2008 wurde er zum Vizepräsidenten des Saarländischen Landtages gewählt. 2014 nahm er Abschied von der aktiven Politik.

## Persönliches
Braun ist evangelisch, verheiratet und hat eine erwachsene Tochter.